# استنلی آموس
استنلی آموس (انگلیسی: Stanley Amos؛ زادهٔ ۱ ژانویهٔ ۱۹۰۷) بازیکن فوتبال اهل بریتانیا است.
از باشگاه‌هایی که در آن بازی کرده‌است می‌توان به باشگاه فوتبال گیلینگام اشاره کرد.